# Henri Martin (domador)

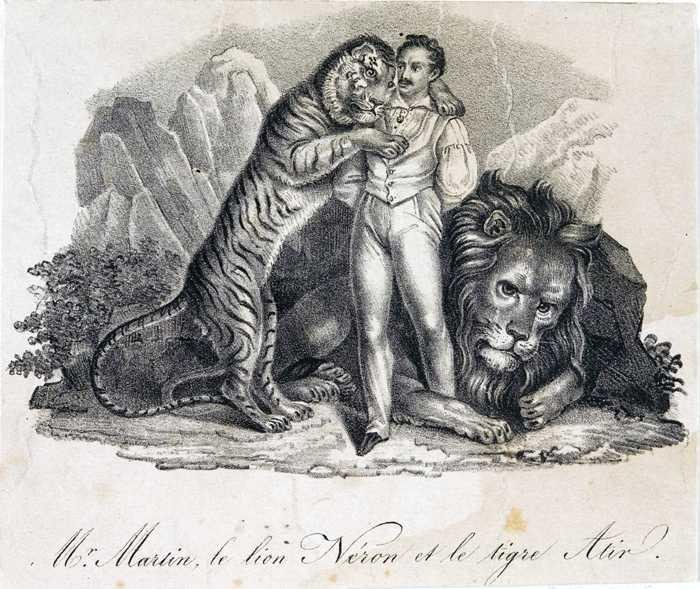
Martin y sus animales

Henri Martin (Marsella, 10 de enero de 1793-Róterdam, 8 de abril de 1882) fue un domador francés. Está considerado el primer domador del circo moderno.

## Biografía
De niño actuó como jinete acróbata en el Cirque Guillaume. Posteriormente trabajó en la ménagerie Van Aken, lo que le proporcionó una gran experiencia con animales, tras lo que empezó a realizar números con fieras, que supusieron toda una novedad en su época. 
En 1831 presentó en el Cirque Olympique su número Los leones de Mysore, que llevó luego por toda Europa. En 1857 fundó el Zoo de Róterdam.